# Джеймс Маркус
Джеймс Маркус (англ. James Marcus; 21 січня 1867 — 15 жовтня 1937) — американський актор, з 1915 по 1937 рік знявся в 109 фільмах.
Джеймс Маркус народився в Нью-Йорку і помер в Голлівуді, штат Каліфорнія від серцевого нападу. Найбільш відомі фільми, в яких знявся Джеймс Маркус: «Відродження», «Олівер Твіст» і «Седі Томпсон». У фільмах Джона Форда Джеймс Маркус зазвичай грав поважних чоловіків, часто досить комічних.

## Вибрана фільмографія
- 1922 — Олівер Твіст
- 1924 — Залізний кінь
- 1924 — Красунчик Браммел
- 1925 — Орел
- 1926 — Червона літера
- 1928 — Седі Томпсон
- 1931 — Край чоловіків у розшуку
- 1936 — Самотня стежка